# Stellaria yungasensis
Stellaria yungasensis är en nejlikväxtart som beskrevs av Henry Hurd Rusby. Stellaria yungasensis ingår i släktet stjärnblommor, och familjen nejlikväxter. Inga underarter finns listade i Catalogue of Life.